# Клиффорд, Дуг
Дуглас Реймонд «Космо» Клиффорд (Douglas Raymond «Cosmo» Clifford; род. 24 апреля 1945 года) — американский барабанщик, наиболее известный, как основатель и участник Creedence Clearwater Revival. После распада группы в конце 1972 года Дуглас Клиффорд выпустил сольный альбом и позже вместе с басистом Стю Куком вступили в the Don Harrison Band. В 1995 году Дуглас Клиффорд и Стю Кук основали группу Creedence Clearwater Revisited, которая вживую исполняет версии песен Creedence Clearwater Revival.
«The Beatles» оказали огромное влияние на манеру его игры на ранних этапах, а их появление на Шоу Эда Салливана в феврале 1964 года имело особое значение. «Они были квартетом и мы сказали, вау, мы можем это. Если эти ребята сумели пробиться из Англии и играть рок-н-ролл, мы можем это. Мы купили битловские парики. Мы пошли в театральный магазин, и, мне кажется, они в то время были париками наподобие The Three Stooges».

## Ранние годы
Ранние годы провёл в Сан-Франциско, начал играть еще в школьные годы. В 1959 году основал группу вместе с Джоном Кэмероном Фогерти, затем к ним присоединился Стю Кук и Том Фогерти (старший брат Джона), который на тот момент был известным вокалистом местного значения. Поэтому на раннем этапе группа называлась Tommy Fogerty and Тhe Blue Velvets, затем The Blue Velvets, и в итоге The Golliwogs.
В 1966 Клиффорд был призван в армию, где полгода отслужил в береговой охране. В 1967 году квартет получил контракт и сменили название на широко известное Creedence Clearwater Revival, где Creedence - исправленное имя одного из друзей Тома Фогерти, Clearwater было взято из телерекламы, а Revival (на анг. «возрождение») символизирует единство квартета.

## Creedence Clearwater Revival
Спустя пять лет после основания, квартет получит мировую известность. Они выпустили более ста двадцати миллионов копий своих записей, двадцать восемь миллионов записей были проданы только в США. Группа вошла в список «ста величайших артистов» журнала Rolling Stone. В 1993 была включена в Зал Славы рок-н-ролла. Самый известный их альбом, «Cosmo’s Factory», назван в честь Дугласа Реймонда «Космо» Клиффорда.

## Карьера после распада CCR
После распада квартета, Клиффорд и Кук основали группу Don Harrison Band. Они также основали Factory Productions, передвижную службу звукозаписи. В 1972 году Клиффорд выпустил сольную пластинку Cosmo. Клиффорд также продюсировал Groovers Paradise. В 1995 году Кук и Клиффорд организовали группу Creedence Clearwater Revisited, выступая с хитами группы Creedence Clearwater Revival, в связи с чем, Джон Фогерти судился с ними из-за названия (позже суды вынесли решение в пользу Кука и Клиффорда). Они гастролировали по всему миру, исполняя классику оригинальной группы.
В 2019 году Клиффорд и Кук объявили о роспуске группы после прощального тура.

## Примечание
1. ↑  10 musicians who saw the Beatles standing there (англ.). www.cbsnews.com. Дата обращения: 30 мая 2020. Архивировано 7 февраля 2014 года.
2. 1 2  Дуг «Космо» Клиффорд. Юбилей барабанщика Creedence Clearwater Revival. Яндекс Дзен | Платформа для авторов, издателей и брендов. Дата обращения: 7 июня 2020. Архивировано 7 июня 2020 года.
3. ↑  Gold & Platinum (англ.). RIAA. Дата обращения: 7 июня 2020. Архивировано 12 февраля 2018 года.
4. ↑  100 Greatest Artists: Creedence Clearwater Revival | Rolling Stone. web.archive.org (16 октября 2011). Дата обращения: 7 июня 2020. Архивировано 16 октября 2011 года.
5. ↑  Creedence Clearwater Revival | Rock & Roll Hall of Fame. www.rockhall.com. Дата обращения: 7 июня 2020. Архивировано 30 декабря 2010 года.